# Silvastella epiplatys
Silvastella epiplatys is een rechtvleugelig insect uit de familie krekels (Gryllidae). De wetenschappelijke naam van deze soort is voor het eerst geldig gepubliceerd in 2000 door Nischk & Otte.